# Мирко Боговић
Мирко Боговић (Вараждин, 2. фебруар 1816 — Загреб, 4. мај 1893) био је хрватски пјесник и политичар.

## Биографија
Похађао је војну школу у Петроварадину, а студирао је у Сомбатхељу и Загребу.
Писао је сатиричне пјесме романтичног, политичког и патриотског садржаја. Током Баховог апсолутизма, Боговић је био средишња особа хрватске књижевности у Аустријском царству, као један од оснивача хрватске новеле („Приповијести”).
Уређивао је часописе Невен (1852) и Коло (1854).
Био је загребачки велики жупан 1867. године и министарски саветник у Будимпешти (1871—1875).